# Afilas
Afilas o Aphilas (inizio del IV secolo) è stato un re del Regno di Axum.

## Biografia
È noto grazie alle monete che ha coniato, caratterizzate da un notevole numero di esperimenti grafici sul dritto, ed emesse in frazioni di peso che nessun successore ha copiato.
G.W.B. Huntingford ipotizza che si sia trattato del re che eresse l'iscrizione anonima ad Adulis nota come Monumentum Adulitanum.

## Monetazione

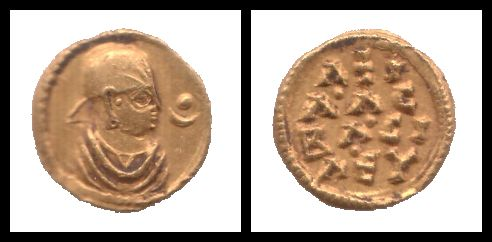
Moneta d'oro di Afilas

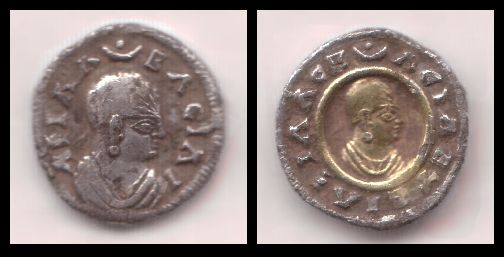
Moneta d'argento di Afilas con intarsi d'oro

Afilas creò la più piccola moneta d'oro mai coniate nell'Africa sub-sahariana, equivalente ad un sedicesimo di un aureo romano. Il dritto di questa moneta raffigura non solo il suo ritratto, ma anche il simbolsimo del disco e della luna crescente tipiche del culto pre-cristiano di Axum. Il rovescio contiene il nome del re ed il titolo in lingua greca, la lingua franca del mondo civilizzato del tempo. Va fatto notare che alle "A" manca la stanghetta orizzontale, sostituita da un posto posto al di sotto della vocale.
La sua moneta d'argento raffigura il suo ritratto su entrambi i versi, con disco e luna crescente in cima. Sul rovescio si nota una caratteristica tipica del conio di Axum, la doratura. Il ritratto del re è ricoperto d'oro.